# بلو واشینگتن
بلو واشینگتن (انگلیسی: Blue Washington؛ ۲۶ فوریه ۱۸۹۸ – ۱۵ سپتامبر ۱۹۷۰) بازیکن بیسبال و بازیگر سینما اهل ایالات متحده آمریکا بود. او مابین سال‌های ۱۹۱۵ تا ۱۹۲۰ در لیگ بیس‌بال نیگرو (سیاه‌پوستان آمریکا) بازی می‌کرد. لقب «بلو» را فرانک کاپرا در در دوران کودکی به او داد.

## گزیدهٔ فیلم‌شناسی
- وایومینگ

#### نامش در عنوان‌بندی نیامده
- قانون جنگل
- نشان عقاب
- بیلیاردباز
- داستان‌های منهتن
- راه مراکش
- چشمه سحرآمیز تارزان
- آفریقا فریاد می‌زند
- پینکی
- انتقام تارزان
- جنگ‌های صلیبی
- سفر دریایی طولانی به خانه
- یک دختر، یک مرد و یک ملوان
- استقبال از خطر
- تمام شهر حرفش را می‌زنند
- ولز فارگو
- کینگ کونگ
- کیکی
- کنتاکی
- ریو ریتا
- جادوی سیاه
- رودخانه خسته
- ارواح جن‌زده
- تولد یک ملت
- بربادرفته[۶]